# Getreidegasse (Salzburg)

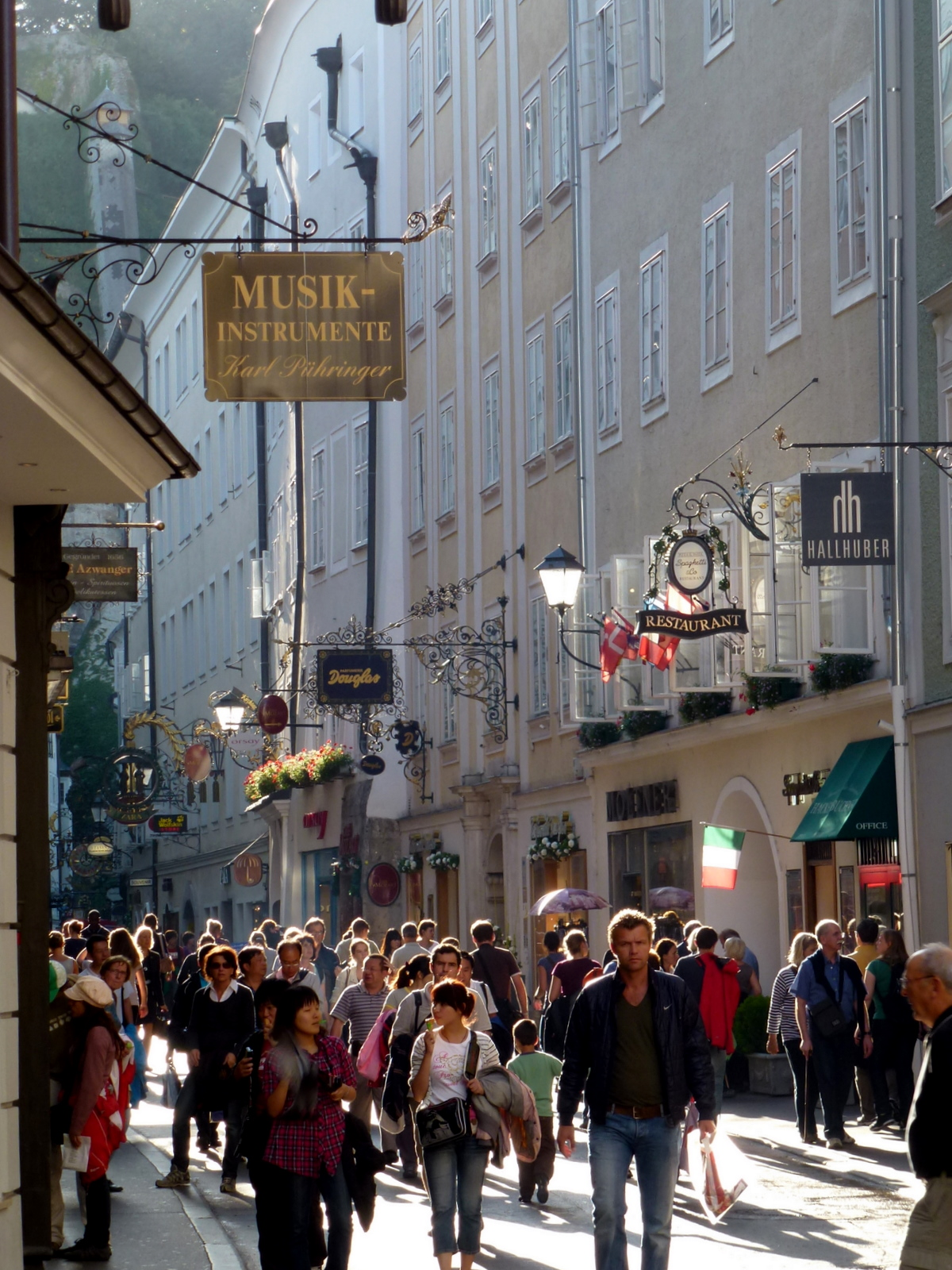
Getreidegasse

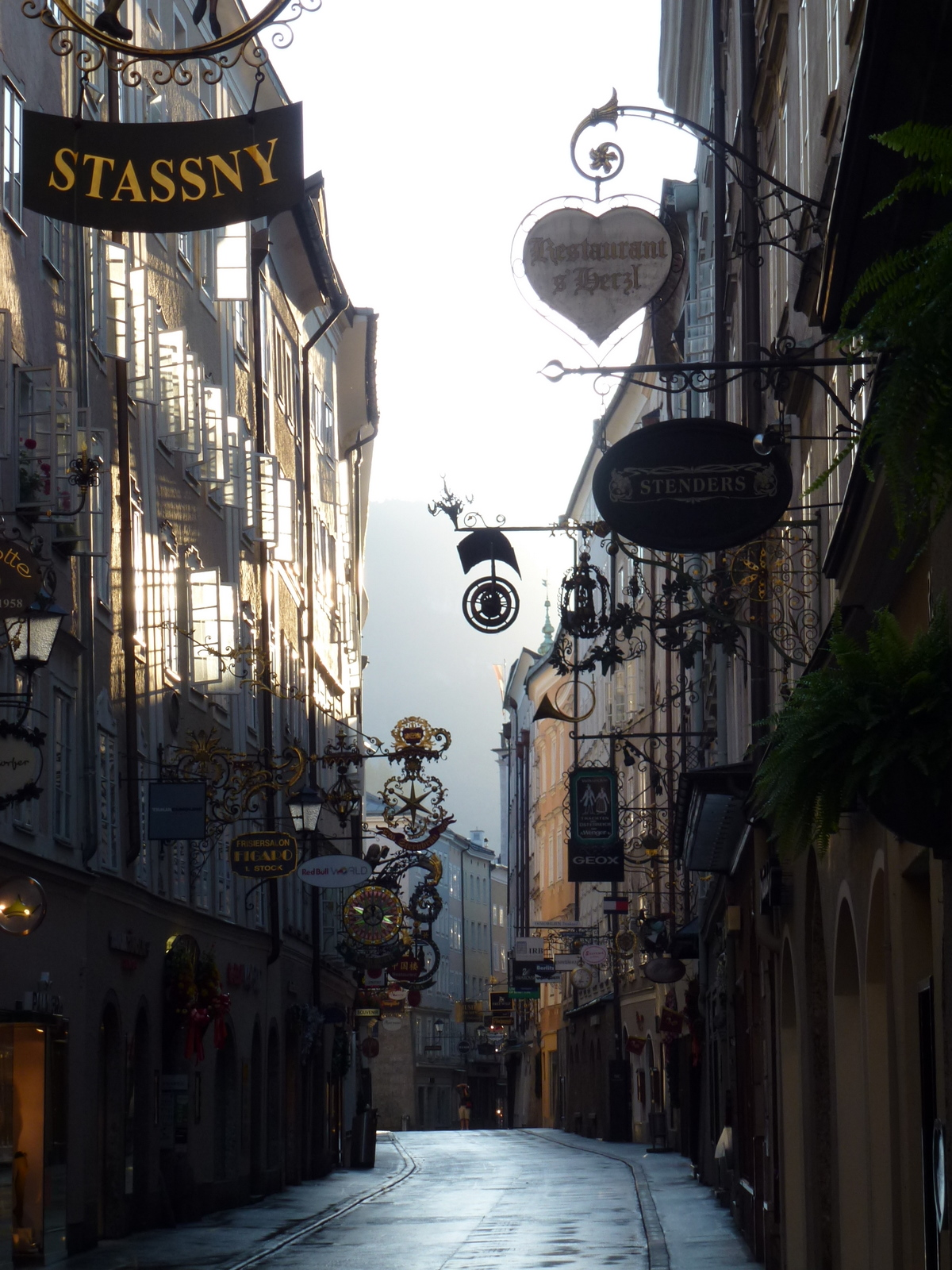
Die Getreidegasse am Morgen mit vielen traditionellen Nasenschildern

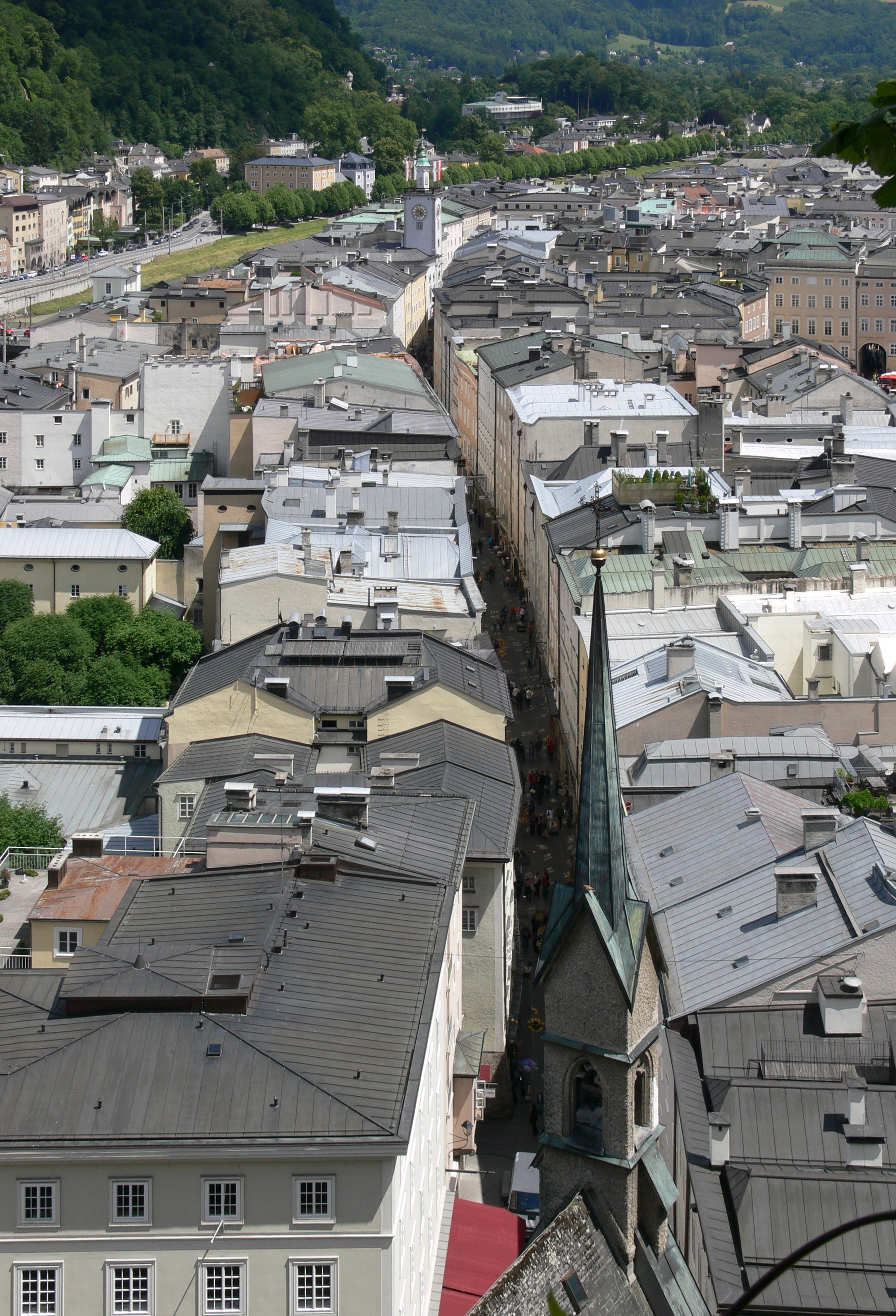
Blick auf die Getreidegasse vom Mönchsberg

Die Salzburger Getreidegasse (mit Hagenauerplatz und Badergäßchen) befindet sich in der Altstadt und ist Salzburgs wohl berühmteste historische Gasse. Sie beherbergt unter anderem das Geburtshaus von Wolfgang Amadeus Mozart. Die hohen schmalen Häuserreihen mit zahlreichen schmiedeeisernen Zunftzeichen über den alten Verkaufsläden vermitteln samt den vielgestaltigen Durchhäusern und Innenhöfen ein in sich geschlossenes Bild einer mittelalterlich geprägten Straße.
Seit langem ist die Getreidegasse auch eine belebte Einkaufsstraße und ist Teil der heutigen Fußgängerzone. Sie verläuft in nordwestlich-südöstlicher Richtung parallel zur Salzach und führt vom Karajanplatz und der Gstättengasse im Nordwesten zur Sigmund-Haffner-Gasse bzw. zum Kranzlmarkt und Rathausplatz im Südosten. Die Verlängerung der Getreidegasse bildet die Judengasse.

## Geschichte
Die Getreidegasse war bereits zur Römerzeit Teil eines bedeutenden Verkehrsweges, sie bildete die Hauptverkehrsader durch die Stadt in Richtung des heutigen Bayern. Die Straße wurde 1150 erstmals als Trabgasse und Traugasse erwähnt. Der Name hängt wohl zusammen mit dem lokalen Ausdruck trabig (= schnell, geschäftig), das auf traben zurückgeht.
Von der ältesten Kaufmannssiedlung am Waagplatz wuchs die Häuserzeile der Judengasse nach Westen über den Kranzlmarkt und Rathausplatz zur Getreidegasse flussabwärts. Bei ihrer Entwicklung waren der Ausbreitung durch Besitzgrenzen im Süden und im Westen und durch die Stadtmauer bzw. die Salzach im Norden Grenzen gesetzt. Die alten Häuser der Gasse sind oft mit Jahreszahlen, dem Auge Gottes oder den Namen früherer Bewohner geschmückt. An manchen Häusern sind noch Balken zu sehen, an denen vormals Hebezüge angebracht waren, die Lasten aus und zu den Lagerräumen hoben.
Im 14. Jahrhundert bekam Salzburg das Stapelrecht und die durchreisenden Kaufleute boten seit 1509 in der Getreidegasse im dortigen Niederleghaus vor allem Eisenwaren an. Viele weitere große Handelshäuser folgten. Hier wohnten Stadträte, erzbischöfliche Beamte, Richter und Münzer. Die Getreidegasse wurde gemeinsam mit der Sigmund-Haffner-Gasse so zur gesellschaftlich ersten Adresse für Bürger und zum wirtschaftlichen Zentrum für gehobene Handwerker, Brauereien und Gaststätten, Chirurgen und Apotheker.
Eine Besonderheit stellte die Reinigung des Raumes um die Getreidegasse dar. Jeden Samstag und am Vorabend von Feiertagen wurde er durch den aufgestauten Almkanal überflutet und die Abfälle wurden, unterstützt von Mägden, in die Salzach geschwemmt. Dabei waren die Durchhäuser vom Universitätsplatz zur Getreidegasse und die Durchlässe von der Gasse aus weiter zum „Gries“ und zur Salzach von großer Bedeutung.

## Die Durchhäuser
Charakteristisch für die Getreidegasse sind deren Durchhäuser, also die Häuser mit öffentlichem Durchgang. Diese bestanden teilweise schon in fürsterzbischöflicher Zeit. Bis Mitte des 16. Jahrhunderts lag zwischen den Häusern der Getreidegasse und dem Mönchsberg das unverbaute Gebiet des „Frongartens“. Als dieser sukzessive verbaut wurde, war es notwendig, Querverbindungen zur Getreidegasse herzustellen, und deshalb wurden die Privathäuser zum Durchgehen freigegeben.
Sie bieten vielfach reizvolle Einblicke in die historischen Innenhöfe der alten Hauszugänge samt den dortigen alten Gewölben. Die Durchhäuser wurden vielfach zu Einkaufspassagen und so gleichsam zu gedeckten Galerien. Säulen, Wölbungen, Kapitelle, profilierte Gesimse, Reliefe, Marmorbrüstungen, eingravierte Hausmarken und Schriftzüge, Wappen, Laubengänge, steile und schmale Treppen sowie Blumenschmuck in den Bogengängen schaffen eine unverwechselbare Atmosphäre. Die mit ihren benachbarten Gassen und Plätzen vielfach verbundene Getreidegasse prägt die städtebauliche Charakteristik Salzburgs entscheidend mit.
Durchhäuser Richtung Nordosten (zur Griesgasse und zur Salzach):
- Getreidegasse 14
- Getreidegasse 22
- Getreidegasse 24
- Getreidegasse 34 und 36 (zum Sternbräu-Gastgarten)

Durchhäuser Richtung Südwesten (zum Universitätsplatz und zur Kollegienkirche):
- Getreidegasse 3 – „Schatzdurchhaus“ mit abzweigendem Durchgang zur Sigmund-Haffner-Gasse 6
- Getreidegasse 7 – „Roittner-Durchhaus“
- Getreidegasse 13
- Getreidegasse 15
- Getreidegasse 21
- Getreidegasse 23 – „Stadtkochhaus“
- Getreidegasse 25 – „Aula-Durchhaus“
- Getreidegasse 29
- Getreidegasse 31 – „Ennsmann-Durchhaus“
- Getreidegasse 33 – „Stockhamer Durchhaus“

## Bekannte Häuser

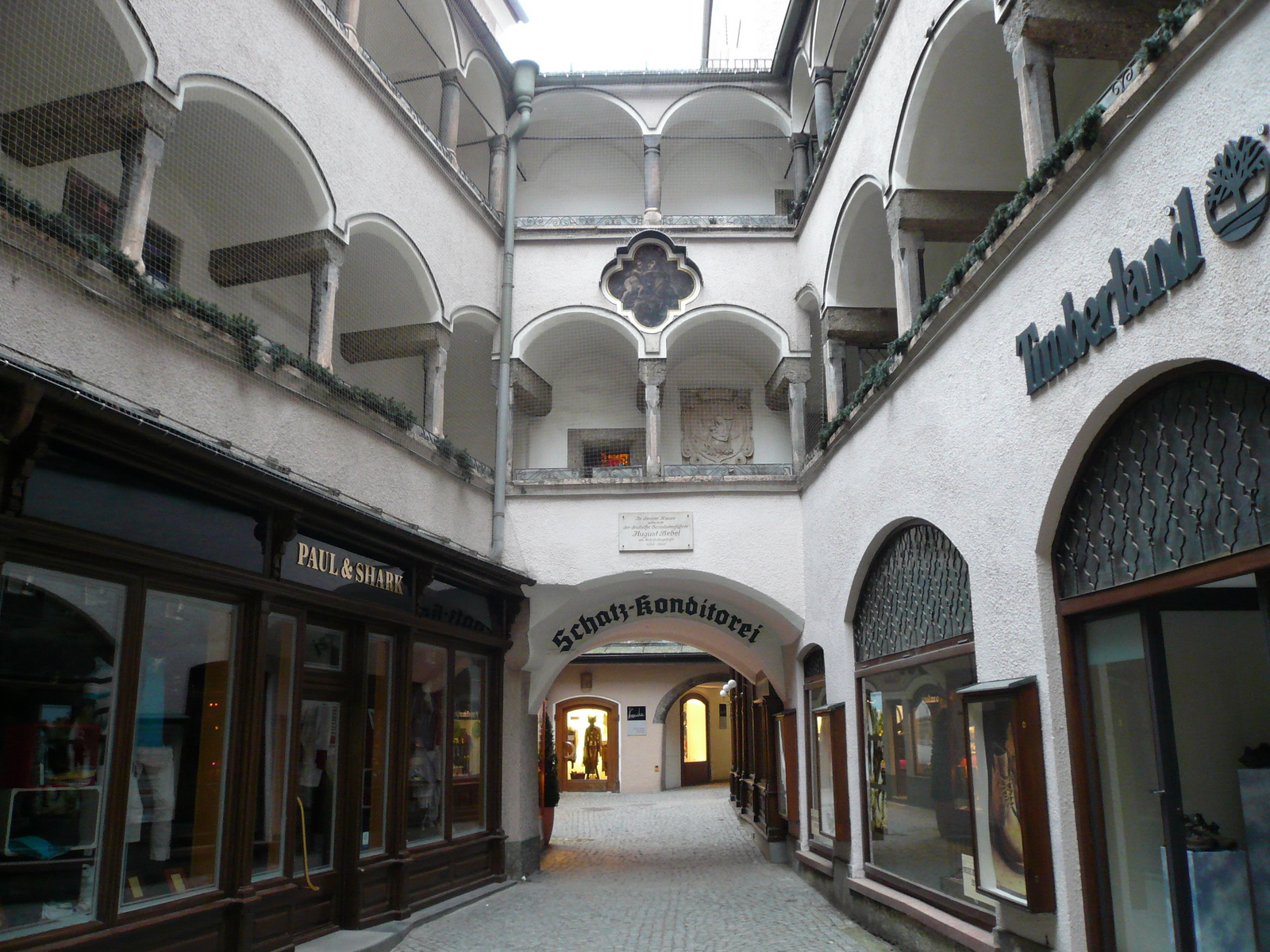
Schatz Durchhaus

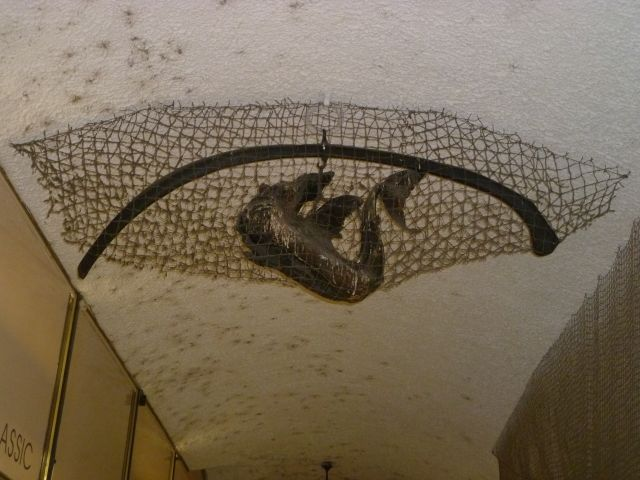
Hai und Walknochen

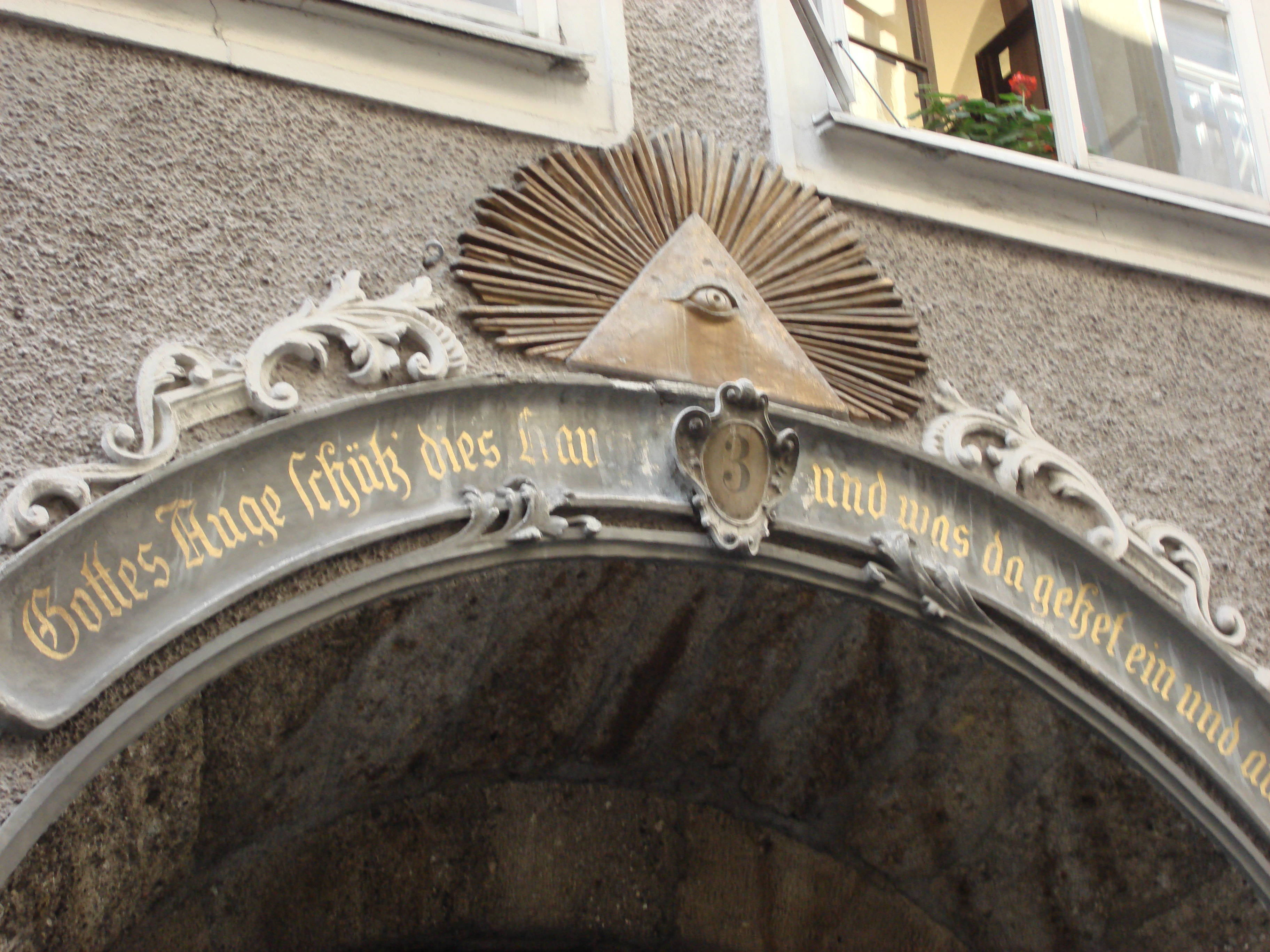
Spruchband mit Stuckornamenten

### Schatzhaus mit Schatzdurchhaus
(Getreidegasse 3, früher Faktor-Mayr-Haus)

Bei Bauarbeiten wurden 1994 im Bereich des Schatzhauses Reste eines romanischen Turms aus dem 11. Jahrhundert gefunden, der den Eckpfeiler der St. Petrischen Mauer bildete, die Salzburg gegen den Fron- oder Frauengarten schützte. Dieses Haus ist nach dem Drechsler Josef Schatz benannt, der das Haus 1836 erwarb. Die dortigen ursprünglichen schmalen Einzelhäuser wurden um 1500 zu einem Haus vereinigt, der Grundriss zeigt daher einen unregelmäßigen Aufbau. Der große Hof des Hauses ist an allen vier Seiten von Laubengängen aufgelöst, die von Pfeilern gestützt werden. An der Schmalseite des Hofes findet sich eine um 1750 entstandene Wandmalerei, die den Heiligen Antonius darstellt. Zwischen dem Großen und dem kleinen Hof des Hauses befindet sich dabei über einem eigenen Torbogen eine restaurierte Hauskapelle zum Guten Hirten. Die von einem nahen Verwandten des Drechslermeisters Schatz gegründete Café-Konditorei Schatz besteht bis heute. Aus der Drechslerei Schatz hat sich das Spielwarengeschäft Schatz entwickelt, das bis 1971 von der Familie Schatz betrieben wurde, dann einige Jahre verpachtet wurde und heute nicht mehr existiert.
Im tonnenförmigen Durchgang finden sich bis heute aufgehängt ein vertrockneter Hai und eine Walrippe, die auf den Levantehandel der Familie Mayr, die als Handelsfaktoren, Großkaufleute und Seefahrer tätig waren, hinweisen. Diese Dekoration diente bereits unter Max Reinhardt als Schaustück in Fausts Stube bei einer Inszenierung der Salzburger Festspiele.
Über dem getreidegassenseitigen Segmentbogentor findet sich ein Spruchband mit Stuckornamenten, bekrönt von der vergoldeten Darstellung des Auges Gottes und darunter der Spruch: „Gottes Auge, schütz dies Haus und was da gehet ein und aus“. Im Hof angebracht ist eine Tafel zur Erinnerung an den deutschen Sozialistenführer August Bebel, der hier in der Drechslerei 1859–1860 als Drechslergehilfe tätig war. Diese Gedenktafel war im September 1936 entfernt worden und wurde erste 1948 auf Betreiben des Kulturpolitikers Josef Kaut wieder angebracht. Im Hausflur findet sich folgender Text: „Dieses Haus ist eines der ältesten Häuser Salzburgs, früher 'Faktor Mayr Haus' genannt, 1363 bereits urkundlich erwähnt. Seine Bewohner waren bedeutende Kaufleute, wie Peter der Alt Chewczel (Keuzel), Hanns Ritzinger, Hans Rauchenperger, Stefan Hueber, Michael Mayr. Sie pflegten weltweite Handelsbeziehungen, im besonderen den Warenaustausch zwischen den deutschen und den italienischen Ländern“.

### Apotheke zum Goldenen Biber
(Getreidegasse 4)

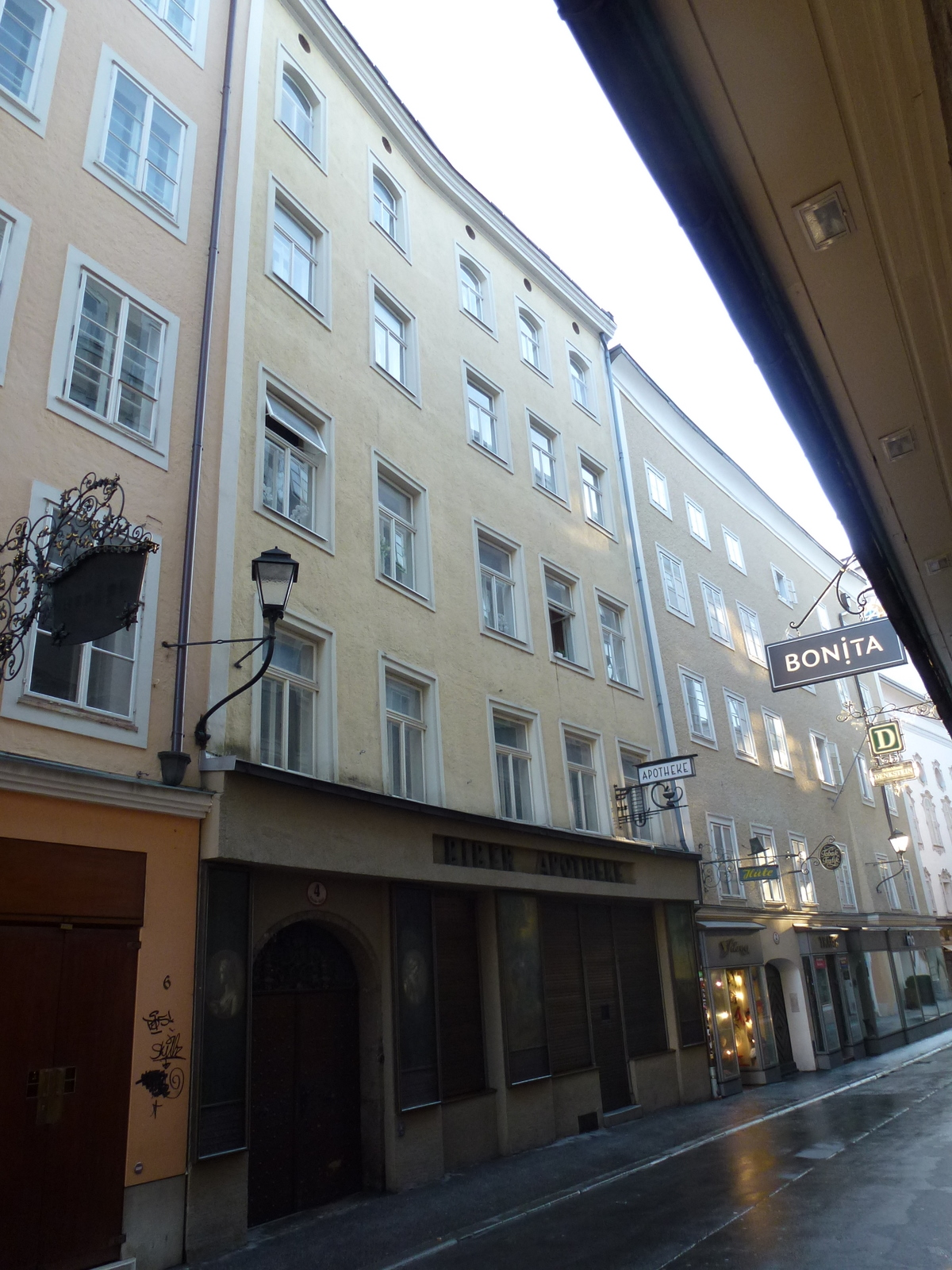
Apotheke zum goldenen Biber

Das salzachseitige Haus entstand aus zwei Häusern mit dazwischen gelegener Gasse. Es ist in der heutigen Bausubstanz wohl erst um 1600 entstanden. Unklar bleibt, wo das noch ältere „Appoteggerhaus so an der Linden bey dem Gries“ gestanden hat, das 1608 abgerissen wurde, wobei die Apotheke hierher übersiedelte. Damals war Josef Wiser der Eigentümer, der die Hofapothekenwitwe aus dem berühmten Geschlecht der Fröschlmoser heiratete. Seit 1608 bis heute beherbergt das Haus ständig diese Apotheke. Der Biber spielte in der mittelalterlichen und frühneuzeitlichen Heilkunst wegen der angeblichen Heilkraft von Körperorganen, v. a. dem Bibergeil eine besondere Rolle, weshalb der Name Biberapotheke in Europa sehr häufig war. 1784 hieß sie „Landschaftsapotheke“ oder „Stadt-Apotheke“, seit 1874 trägt sie den Namen „Zum Goldenen Biber“. Auf den Ladenschildern finden sich die Darstellungen von Äskulap und Hygieia, also mythologischen Gestalten der Apotheker und gleichzeitig jene römische Götter, denen der Tempel in der Kaigasse geweiht war. Die Apotheke war bis 1764 neben der fürsterzbischöflichen Hofapotheke und der Apotheke in Radstadt die landesweit einzige Apotheke.

### Zezihaus
(Getreidegasse 5)
Das vor kurzem auch als Schöpshaus bezeichnete Gebäude ist ein altes bürgerliches Geschäfts- und Drogeriehaus mit einer bis um 1200 zurückgehenden Geschichte. Um 1400 wurde es von der Domabtei gekauft. Anschließend wechselte es die Besitzer mehrmals, erst später gehörte es einem einzigen Inhaber. Neben dem Laden gab es auch noch bis ins 17. Jahrhundert einen „Kellersitz“ (ein Gastlokal). Bekanntheit erlangte das Haus im 18. Jahrhundert durch die Firma Jos. Ant. Zezi, deren letzter Besitzer des Hauses die Familie Julius Haagn war. Heute sind die oberen Stockwerke mit dem Haus Nr. 7 verbunden, in dem sich bis vor kurzem das Miracle-Wax-Museum befand. Im Erdgeschoß findet sich derzeit ein Kartenbüro und eine Filiale der Firma Bonita.

### Reifenstulsches Haus mit Roittnerpassage
(Getreidegasse 7)

Das Haus wurde im frühen 15. Jahrhundert erbaut, der älteste bekannte Besitzer dieses Hauses war der damalige Bürgermeister Peter Feiertag (1408–1434). Die Eisengroßhandlung Roittner, die später in das gegenüberliegende Haus übersiedelte, befand sich nach 1892 (vergrößert nach 1905) in diesem Gebäude. Der besonders hübsche Innenhof besitzt an der Süd- und Ostseite Rundbogenarkaden und an der Westseite in den unteren Geschoßen. Bemerkenswert sind die teilweise steinernen Fenstergewände.
Später zog die Firma Thalhammer in dieses Haus und entkernte den getreidegassenseitigen Teil vollständig, wobei viele mittelalterliche Bauelemente verloren gingen. Die berechtigt harte Kritik an dieser Vorgangsweise, die nach 1974 wesentlich durch die Salzburger Bürgerliste getragen worden war, war mit ein wesentlicher Grund für die heutigen strengen Altstadtschutzbestimmungen in Salzburg. Daraus folgte dann das Salzburger Altstadterhaltungsgesetz.

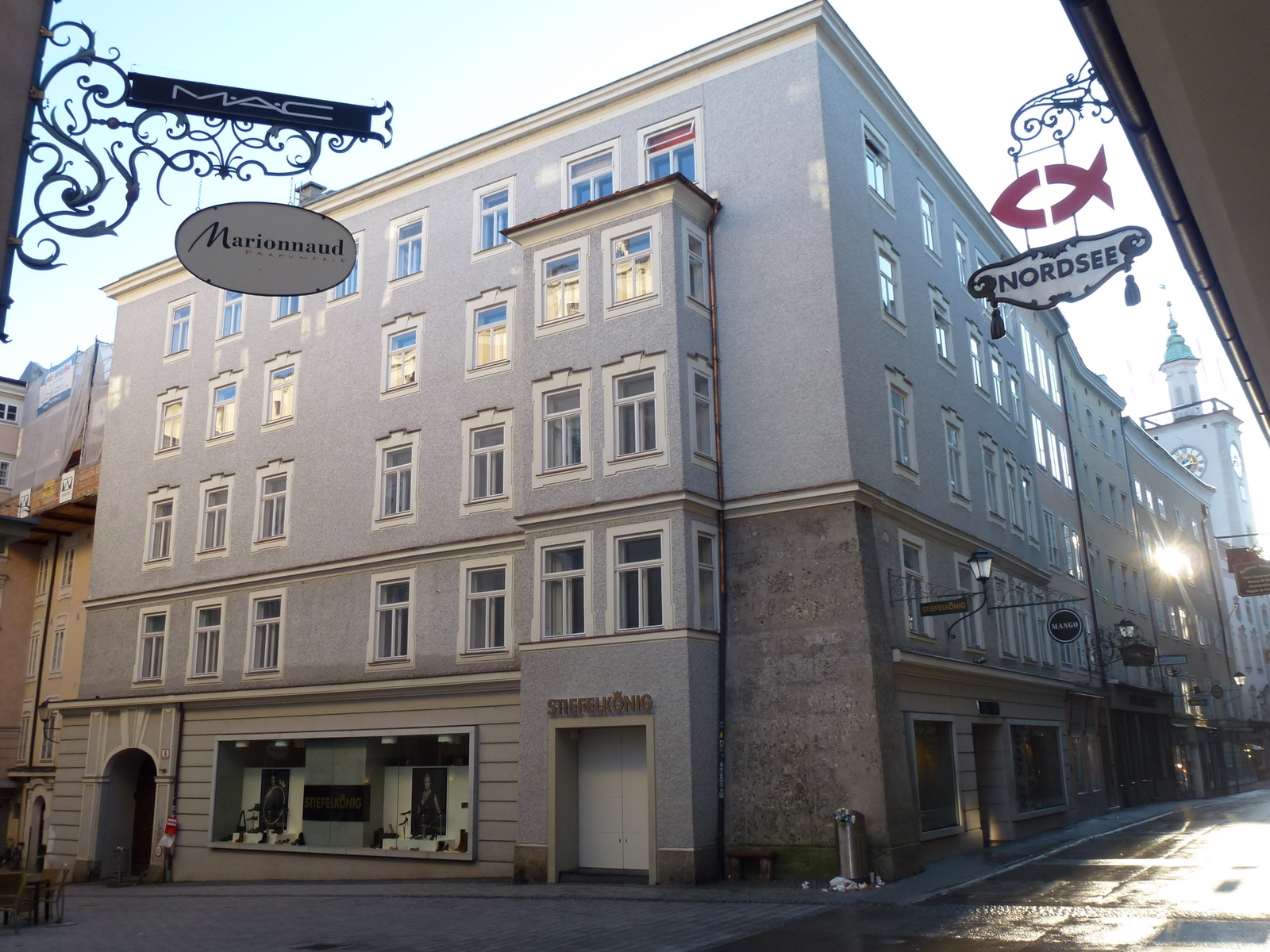
Getreidegasse 8

### Roittnerhaus
(Getreidegasse 8 – Hagenauerplatz)

Dieses Eckhaus zum Hagenauerplatz wurde erstmals 1334 erwähnt, mit Sicherheit ist das Haus in der ursprünglichen Bausubstanz aber deutlich älter. Das Haus ist ein dominantes Eckhaus, das mit der Verlegung der Stadtmauer zur Salzach hin in den Jahren 1465–1480 auf seine heutige Größe ausgebaut werden konnte. Sein früher festungsartiges Aussehen ist heute noch teilweise sichtbar. Es ist eines der stattlichsten Bürgerhäuser des späten Mittelalters. Besonders auffällig ist der bis ins dritte Obergeschoß reichende Erker am Hagenauerplatz. Hier wohnte 1681 der „Griespader“ (der Bademeister des griesgassenseitig angrenzenden Griesbades) Wolf Aichamber. 1816–1917 war hier das Gasthaus und Hotel zur Goldenen Krone. Ab 1917 (bis 1999) ist hier die Geschirr- und Küchenartikelfirma Roittner zu finden.

### Der Löchlwirt am Hagenauerplatz
(Hagenauerplatz 2)

Das einstige „Wirtshaus zum Löchl“ stammt in der Bausubstanz aus dem 16. Jahrhundert. Hier befand sich ursprünglich das „Obere Tränktor“ in der salzachseitigen Stadtmauer (Zugang zu Salzachschiffen, Tränkmöglichkeit für das Vieh der Stadt). Die Angeln für die früheren Torflügel des Stadttores sind heute noch erhalten. Die später dort angesiedelten kleinen Verkaufsbuden benannten sich gerne nach dem Löchlbogen: Metzgerlöchl, Schnapslöchl, Kaslöchl.

### Hagenauerhaus – Mozarts Geburtshaus
(Getreidegasse 9)

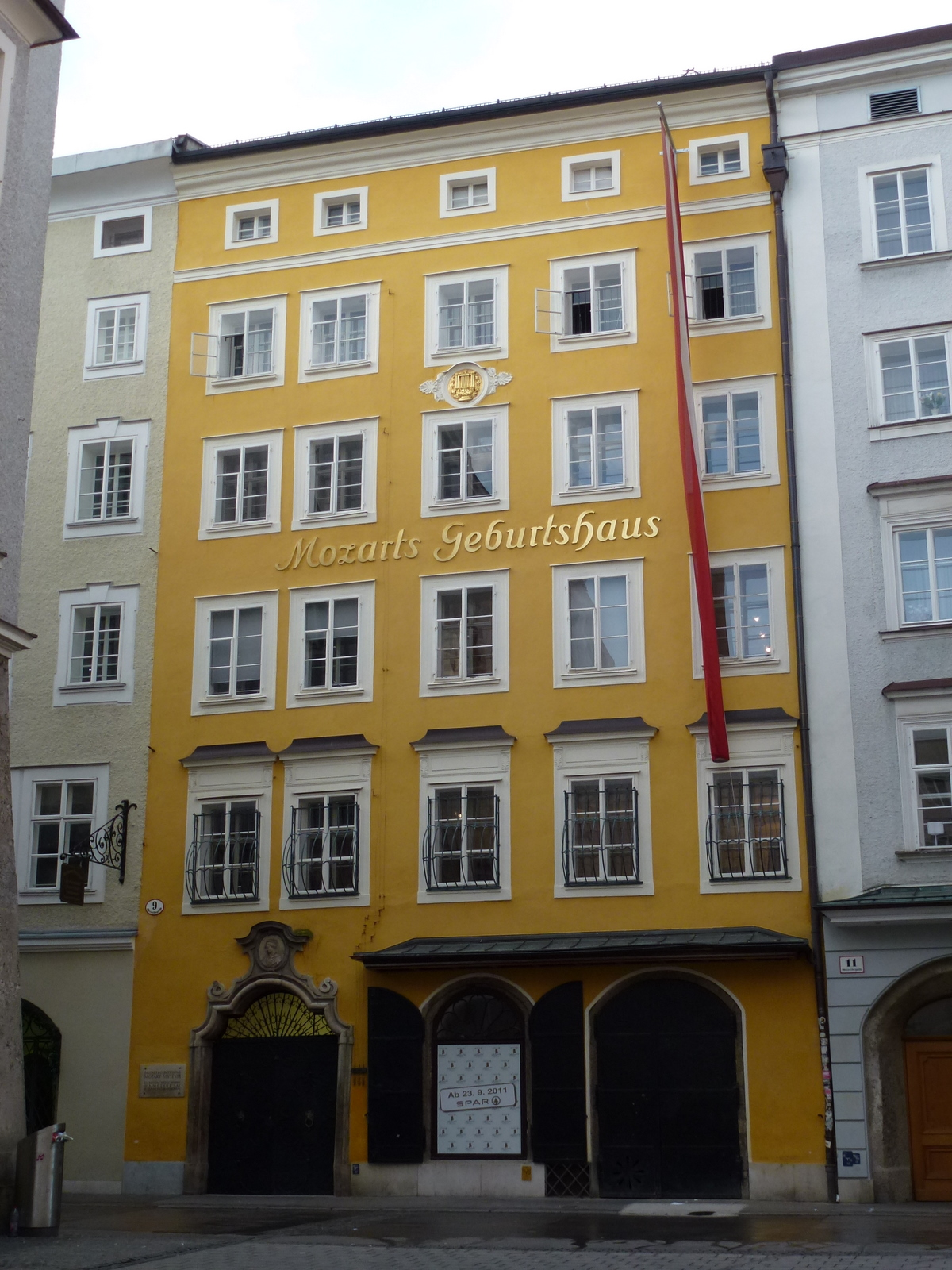
Mozarts Geburtshaus vom Hagenauerplatz aus

Dieses Haus kaufte 1585 der Hofapotheker Chunrad aus der Familie der Fröschlmoser. Nach diesem Apotheker tragen die Torflügel bis heute eine Äskulapschlange im Löwenmaul. Bemerkenswert ist an diesem Haus auch das marmorne Barockportal mit dem ovalen Brustbild einer Heiligen, das wahrscheinlich von Johann Baptist Hagenauer geschaffen wurde.
Das Haus ist nach den seinerzeitigen Eigentümern, den Handelsherrn und Spezereiwarenhändlern Hagenauer benannt. Johann Lorenz von Hagenauer (1712–1792), dessen Großvater Georg von Hagenauer das Haus 1703 gekauft hatte, war ein Freund und Förderer der Mozarts. Viele historische Briefe belegen das freundschaftliche Verhältnis der Familie Mozart mit den Hagenauers.
Ihre internationale Bekanntheit hat die Getreidegasse der Familie Mozart zu verdanken. Unmittelbar nach ihrer Hochzeit am 21. November 1747 zog das Ehepaar Leopold und Anna Maria Mozart in die neue Mietwohnung im dritten Stock dieses Hauses, genannt Hagenauerhaus ein. Am 27. Jänner 1756 kam hier Wolfgang Amadeus Mozart als siebtes Kind der Familie zur Welt.
Im Jahr 1773, nach Vater und Sohns dritter Reise nach Wien, übersiedelten sie mit Mutter Anna Maria und Schwester Nannerl nach über 26 Jahren aus der zu eng gewordenen Getreidegassenwohnung in das Tanzmeisterhaus am damaligen Hannibalplatz heute Makartplatz Nr. 8.

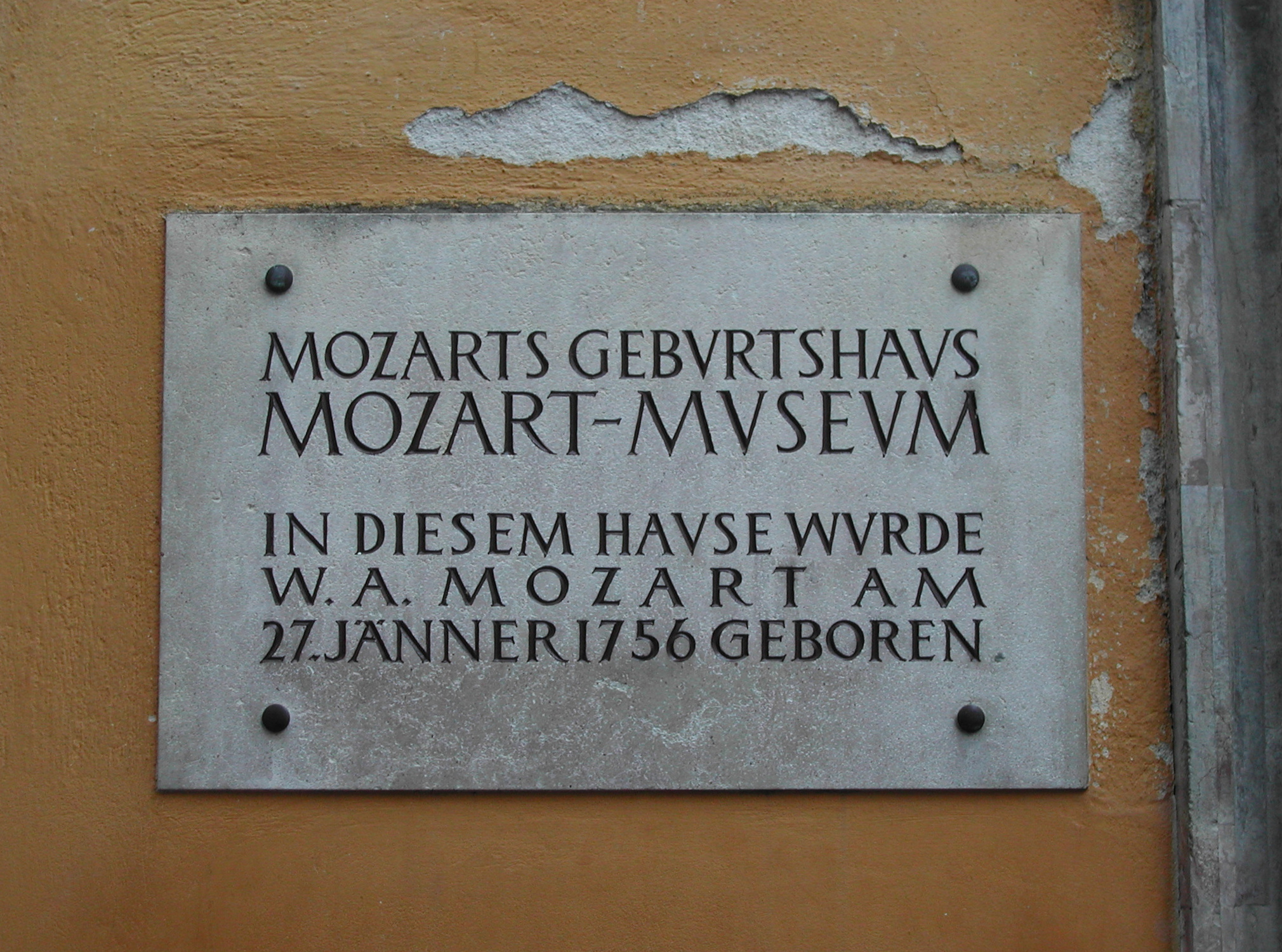
Tafel an Mozarts Geburtshaus

Bereits 1880 errichtete die Internationale Stiftung Mozarteum ein Museum im Geburtshaus, das sie im Jahr 1917 auch käuflich erwerben konnte. In den letzten Jahrzehnten vor 2000 wurde das Museum von der Stiftung systematisch um- und ausgebaut.
In diesem Museum werden vor allem drei Themen dargestellt: „Mozart und die Universität“, „Mozarts Freundschaft mit Salzburger Familien“ und „Kirchenmusik und Heiligenverehrung“. Das obere Stockwerk steht unter dem Motto „Mozart und das Theater“. Dabei werden verschiedene Bühnenmodelle des 18. bis 20. Jahrhunderts gezeigt. Hauptattraktionen sind aber verschiedene Musikinstrumente Wolfgang Amadeus Mozarts (unter anderem seine Kindergeige, seine Konzertgeige, sein Clavichord, sein Konzertflügel und sein Hammerklavier) sowie Möbel und Gegenstände des täglichen Gebrauchs Mozarts. Weiters beherbergt das Museum Porträts und Briefe der Familie sowie Autographen (im Faksimile) und berühmte Bilder von Mozart in Originalen, so das 1789 gemalte unvollendete Ölgemälde von Mozarts Schwager Joseph Lange „Mozart am Klavier“.

### Schrankenbäckerhaus
(Getreidegasse 11 auch Schrankenpeckenhaus, bis etwa 2003 „Wiener Bäckerei“ der Familie Feichtner)

Das urkundlich 1380 erstmals erwähnte Haus ist seit Jahrhunderten als Bäckerhaus bekannt. Bereits 1608 arbeitete hier der „Pecken“ Georg Penkher, seit 1713 heißt das Haus Schrankenpeckerhaus. Auch dieses Haus besitzt einen kleinen Innenhof, der ostseitig mit einem schmucken Arkadengang gegliedert ist.

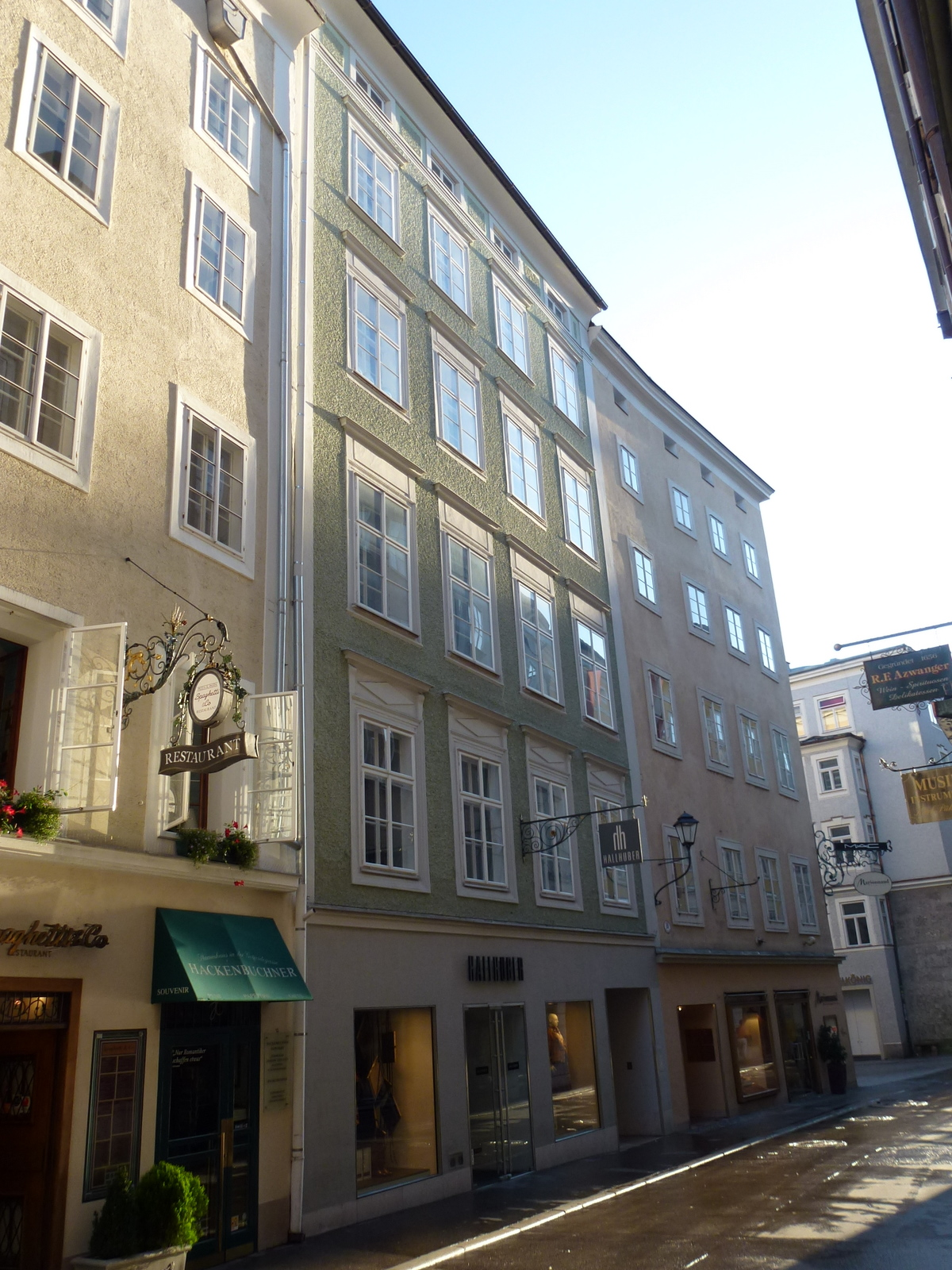
Getreidegasse 12

### Cammerlohrhaus

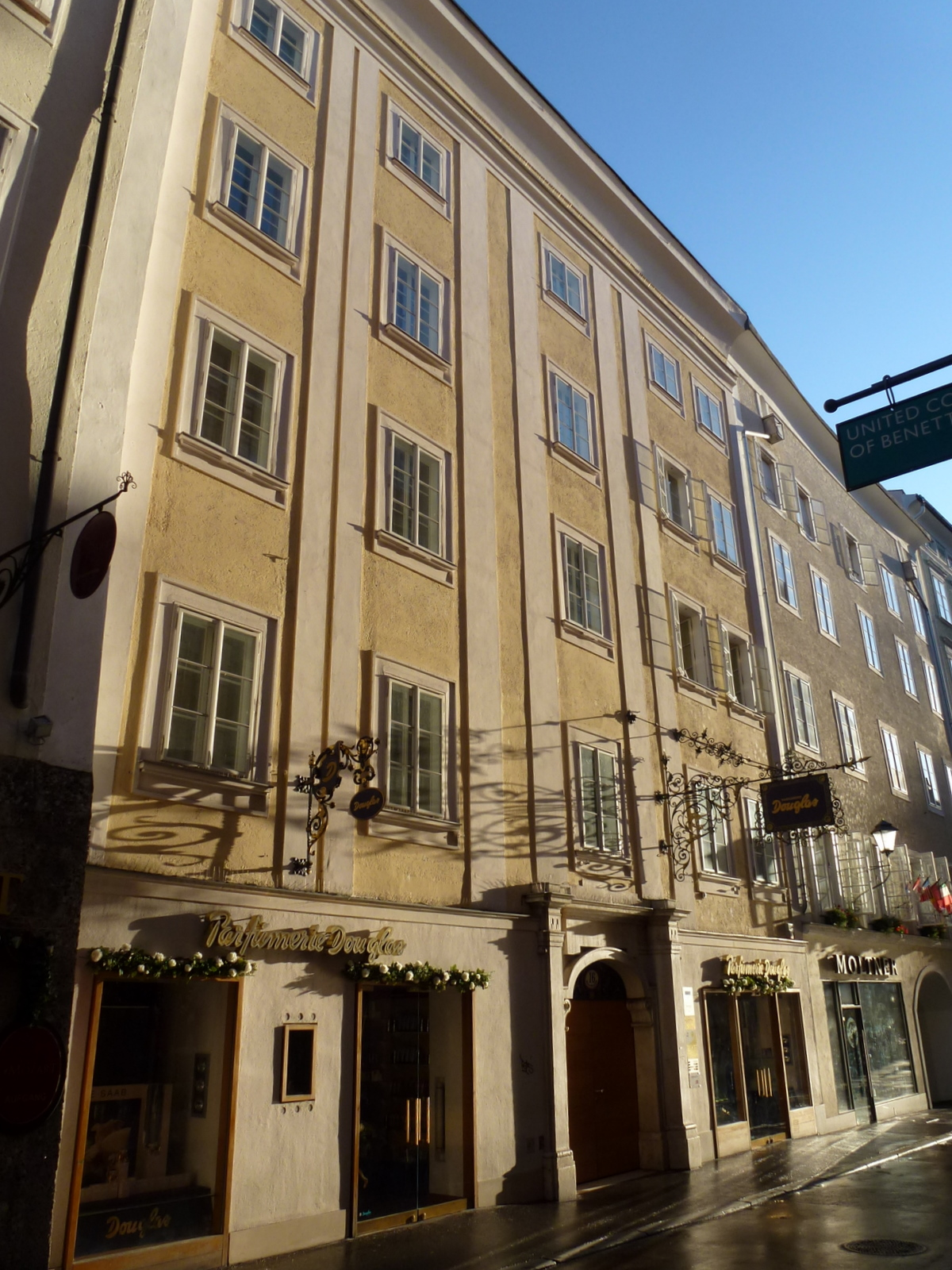
Getreidegasse 14–16

(Getreidegasse 12)

Das Haus besaß früher im Erdgeschoß einen Pferdestall für 24 Pferde. Zwischen 1420 und 1570 stand dieses Haus im Eigentum der zuletzt evangelischen Familie Claner, die um 1570 aus Glaubensgründen Stadt und Land Salzburg verlassen musste. 1678 erwarb die Familie Cammerlohr dieses Haus, deren Namen das Haus heute trägt. Im 19. Jahrhundert beherbergte es den Gasthof zu den drei Alliierten, einen Betrieb, den der aus dem Elsass stammende Louis Jung von Georg und Therese Nelböck abgekauft hatte. Jung übertrug später die Gewerbekonzession auf das von ihm errichtete Grand Hotel de l’Europe nahe dem Bahnhof. Die heutige Fassadengestalt des Hauses stammt vom Ende des 18. Jahrhunderts.

### Kronenhaus und Haus an der Alben
(Häuser Getreidegasse 14 und 16 mit Durchhaus)

Das Haus Nr. 14 war von 1558 bis 1578 von der bekannten protestantischen Münzerfamilie Thenn bewohnt, die nach 1578 ebenfalls gezwungen war, aus Glaubensgründen das Land zu verlassen. Salzachseitig befand sich (zuerst noch an der Außenseite der Stadtmauer) das Armenhaus, das später dann als Kommunstube zum angrenzenden Wirtshaus zur Goldenen Krone gehörte. Das Gebäude ist ein wichtiges und vielbegangenes Durchhaus. Im Hof, der auch durch seine Arkaden mit roten Marmorpfeilern auffällt, zeigt eine kleine Tafel die Höchststände der Hochwässer am 24. und 27. Juni 1786 sowie am 14. September 1899.
Das „Haus an der Alben“ (Nr. 16) erinnert an den hier fließenden Almkanal, der als mittelalterlicher Werkskanal der Albe (heute Königseer Ache) oft auch selbst Albe genannt wurde.

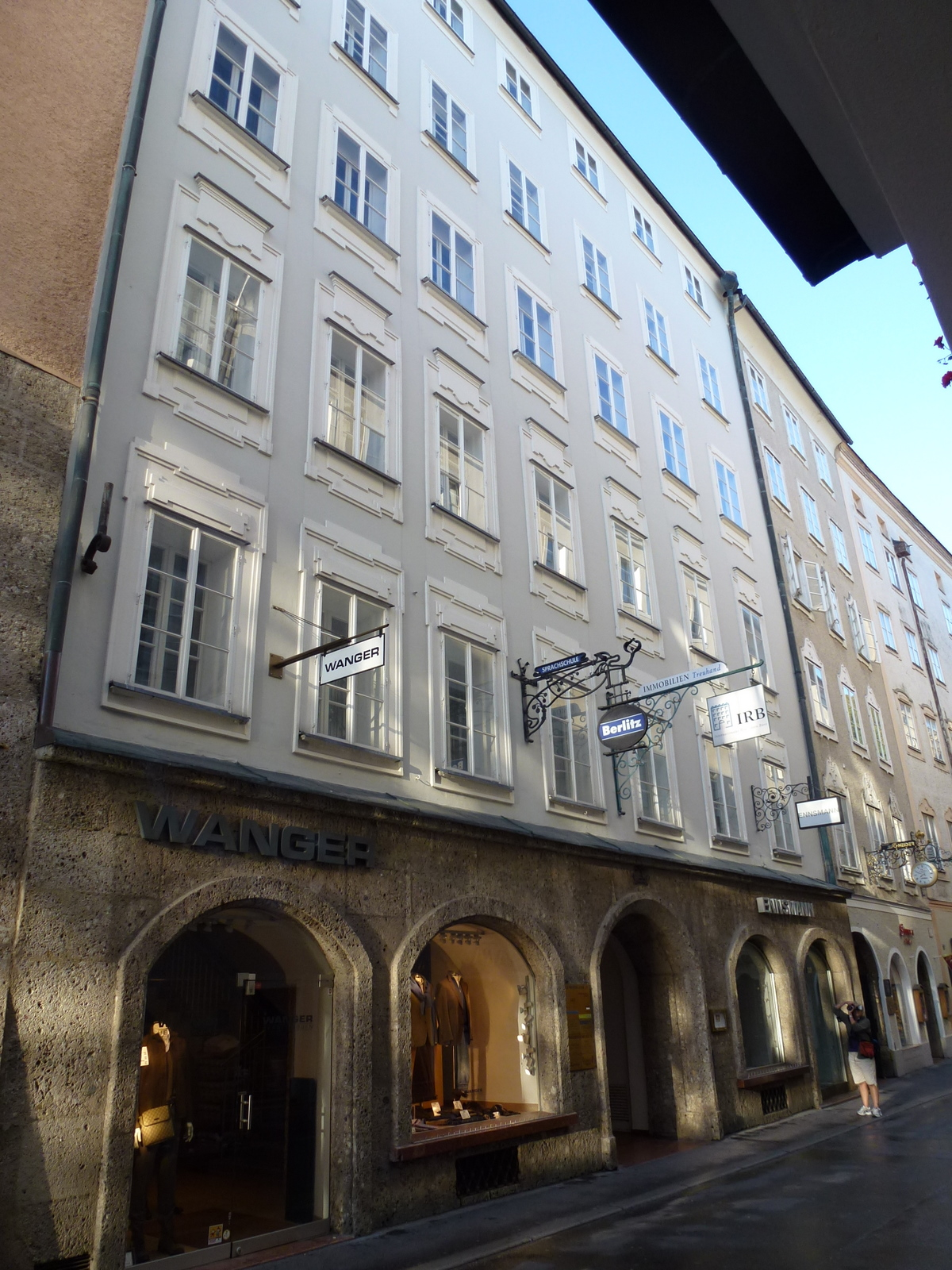
Getreidegasse 21

### Amannhaus
(Getreidegasse 21)

Erstmals 1258 urkundlich erwähnt, stammt der heutige Bau aus der Mitte des 16. Jahrhunderts. In diesem Haus wohnte der Maler Adrian Ludwig Richter vom 4. Juli bis 5. August 1823. Der Innenhof zeigt einseitig schmucke Rundbogenarkaden über Kragsteinen des Erdgeschoßes und einen rotmarmornen Wandbrunnen. Darunter befindet sich ein Holzreliefbild mit Christus eine Weltkugel tragend. Der letzte Salzburger Hoforgelmacher, der am 20. November 1785 seinen Dienst antrat, wohnte anfangs im Amannhaus: Johann Ev. Schmidt. Er war von Leopold Mozart vermittelt worden, der ihm vermutlich auch zu diesem Quartier verhalf.

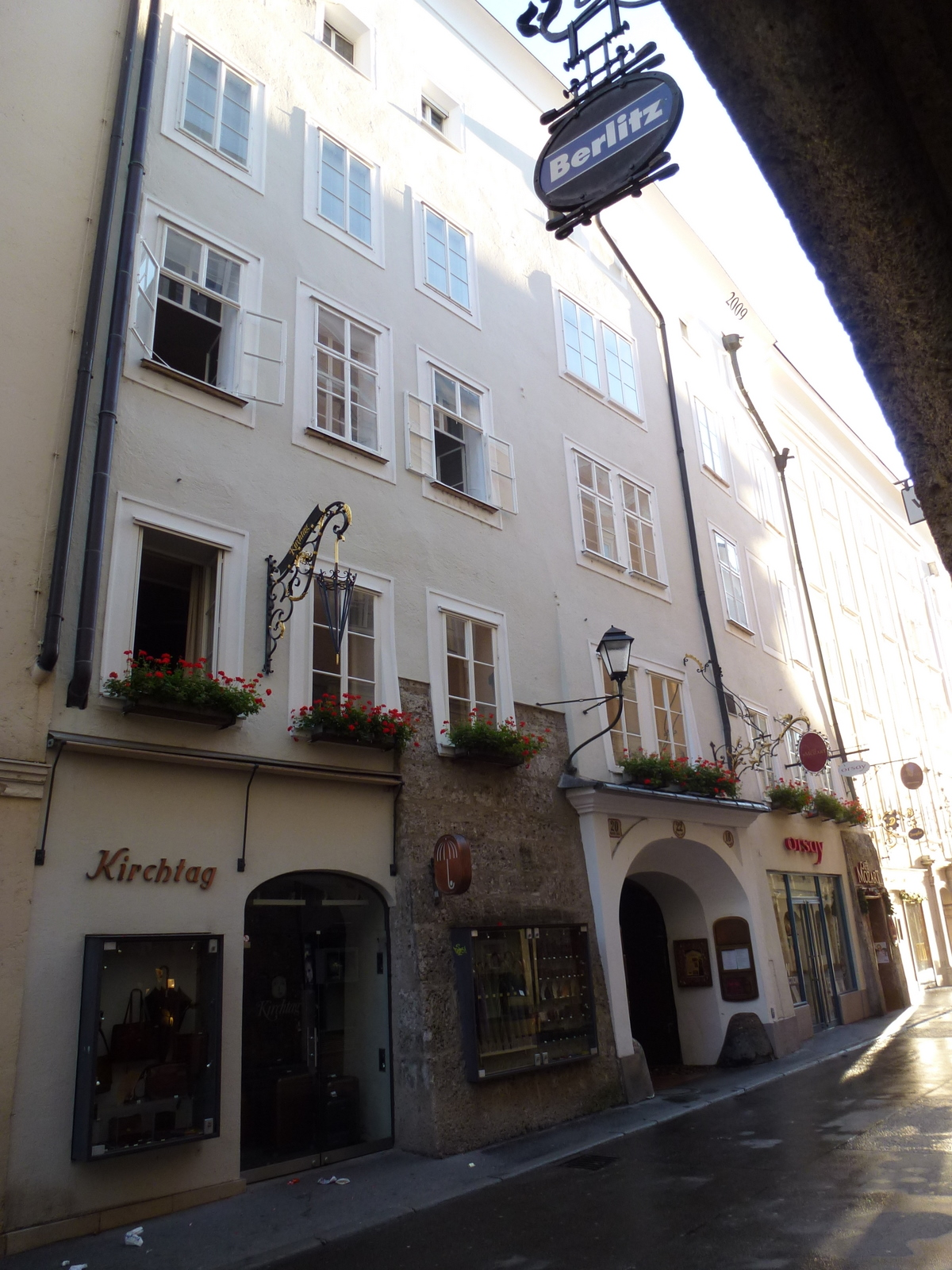
Getreidegasse 18–22

### Mühle und Eisenniederleghaus
(Getreidegasse 18–22 mit Durchhaus)

Urkundlich ist der Gebäudekomplex bereits 1286 erwähnt. Das Haus 18 bestand aus ursprünglich zwei schmalen Häusern und dem angrenzenden gotischen Stadtturm, später auch Niederlegturm genannt, die in das Haus einbezogen wurden. Dieser gotische Stadtturm ist in der Substanz erhalten. Im Zug der fortschreitenden Stadterweiterung wurde der ersten Stadtmauer salzachseitig auf 1465–1480 eine neue Stadtmauer vorgestellt, sodass im dortigen Durchhaus zwei verschieden alte Stadtmauerreste sichtbar werden. Der getreidegassenseitige besitzt dabei einen alten Torbogen, am jüngeren sind die Steinkonsolen für den einst aufgesetzten hölzernen Wehrgang erhalten.
Im Jahr 1509 erwarb die Stadt Salzburg die drei Gebäude samt der Mühle am Getreidegassenarm des Almkanals und dem Bäckerladen, um sie in Ausübung ihres Niederleg- oder Stapelrechtes (1487–1828) nach dem Haus Waagplatz 1 (Brotmarkt) als Eisenniederlage zu nutzen. Im Haus Nr. 20 war dabei die Wohnung des Niederlegers bzw. Lötschenmeisters. Die dortigen Lötschen waren Niederleger für Eisen, später auch für verschiedene andere Waren, zuletzt auch bis 1828 für Getränke. Auch die hier arbeitenden Bäcker und Müller besaßen in den oberen Stockwerken des Hauses ihre Wohnung.
Zumindest vom frühen 16. Jahrhundert bis zum 17. Jahrhundert wohnten im Haus 20 verschiedene Sattler, die hier auch einen Sattlerladen besaßen. Nach diesen heißt dieses Haus vielfach auch Sattlerstöckl. In das Haus zog dann 1884 der heutige Gasthof zum Wilden Mann (vorübergehend „Schwarzer Mann“) ein.

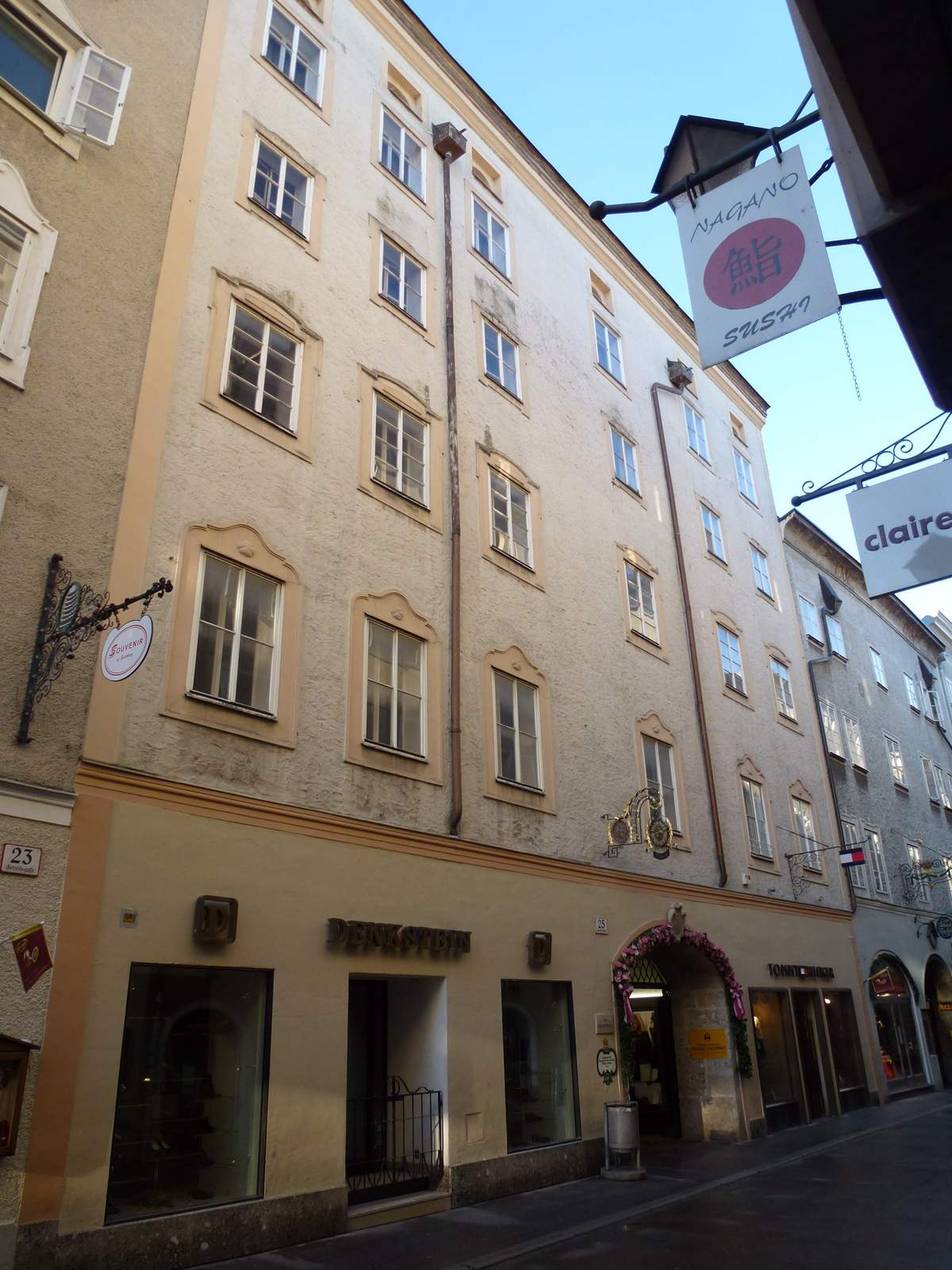
Getreidegasse 25

### Nussdorferhaus oder Schwabenhaus
(Getreidegasse 25)

Zuerst befand sich das Haus im Eigentum des ministerialen Salzburger Adelsgeschlechtes von Nussdorf. Diese Nussdorfer verkauften das Haus um 1630 dann an den Salzburger Bürger und Handelsmann Hans Lorenz Schwab („Schwabenhaus“). Von 1737 bis zur Auflösung derselben gehörte es darauf der Salzburger Universität und danach der medizinischen Nachfolgeschule „Lyzeum“, bis es im Jahr 1858 wieder bürgerliche Besitzer fand.
Über dem Eingangsportal findet sich das Wappen der ersten Eigentümer (der Nussdorfer) mit dem Einhorn. Der heutige Kern stammt aus der Zeit nach 1550, die Fassaden aus der Zeit um 1800. Der Hof zeigt Rundbogenarkaden mit roten Rotmarmorsäulchen. An der Universitätsplatzseite findet sich eine Marmortafel mit der Inschrift: „In diesem Hause wohne und starb Mozarteumsdirektor Joseph Friedrich Hummel (1841–1919) als Orchester- und Chordirigent, Tondichter und Musikpädagoge weit über die Stätte seines Wirkens bekannt und gewürdigt. Der salzburgische Sängerbund“.

### Mödlhamerhaus
(Getreidegasse 26)

1414 ist das Haus als „Nicola pierbrew“ erwähnt. 1639 findet sich hier bereits der Gasthof zum Goldenen Löwen. Später wird dieses in Wirts- und Bräuhaus Mödlhamer umbenannt. Beachtenswert ist der große schmiedeeiserne Wandarm mit dem Bräuerzeichen aus dem Jahr 1639, der heute das „M“ der Schnellimbisskette McDonald’s ziert.

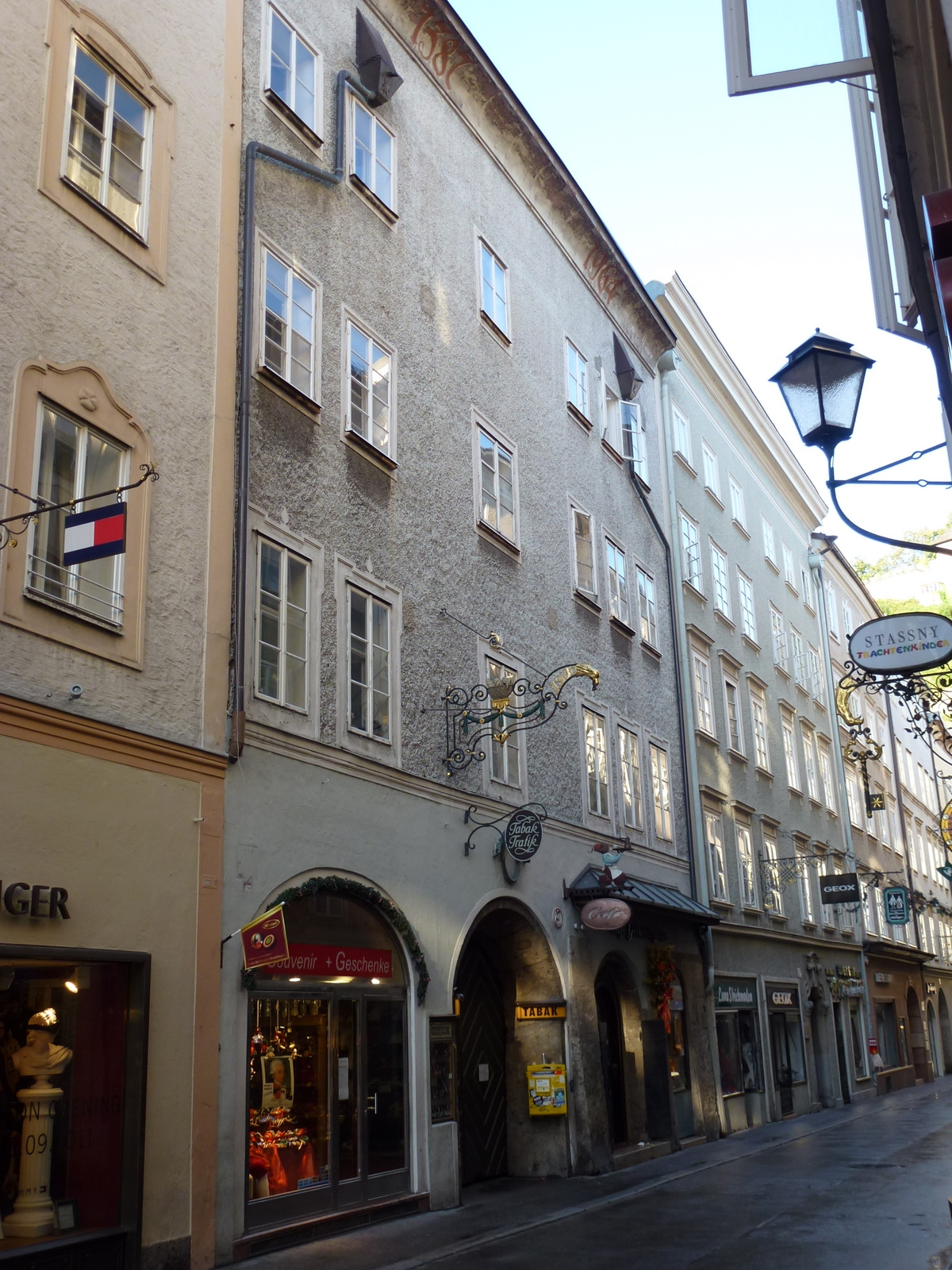
Getreidegasse 27

### Lasserhaus oder Baron Lassberghaus
(Getreidegasse 27)

Das Haus ist erstmals 1387 unter dem Eigentümer Georg der Aygell (Aigel) genannt, der damals die Erlaubnis erhielt, die angrenzende Mauer zum Frauengarten neu aufzubauen. 1609 wird Matthäus Lasser als Eigentümer genannt, deren Erben bis 1800 im Besitz des Hauses blieben. Danach war das Haus bis 1835 im Eigentum des Barons Lassberg. Vom Anfang des 17. Jahrhunderts ist eine Reliefplatte der Familie Lasser mit einem wappenhaltenden Engel (im Cafehaus) erhalten.
Das im Kern spätgotische Gebäude stammt aus dem 16. Jahrhundert und besitzt ein großes Segmentbogenportal aus der Zeit um 1600 und darüber das barocke Rundbild des Guten Hirten. Auch der schmiedeeiserne Ausleger (1930) im Empirestil ist bemerkenswert. Als eines von wenigen Häusern besitzt es zwei Arkadenhöfe. Heute sind hier das bekannte Cafe Getreidegasse und die Imbisskette Nordsee untergebracht.

### Sternbäckerhaus
(Getreidegasse 29)

Über dem Rundbogenportal des Hauses findet sich der Spruch „Gelobt sey Jesuß Christuß in Ewigkeit. Amen. F.H.L. 1739“. Beachtenswert ist die später färbig gestaltete Kassetten-Haustüre. Das Haus ist 1387 erstmals urkundlich im Eigentum von Ortwin (von Salzburghofen, heute Freilassing) und Ulrich Dietl (aus Braunau am Inn) erwähnt. Um 1800 kaufte der Sternbäcker Hörl das Haus, nach dem das Haus heute benannt ist. Das Haus besitzt im Hof vom ersten bis zum vierten Stock offene Arkaden.

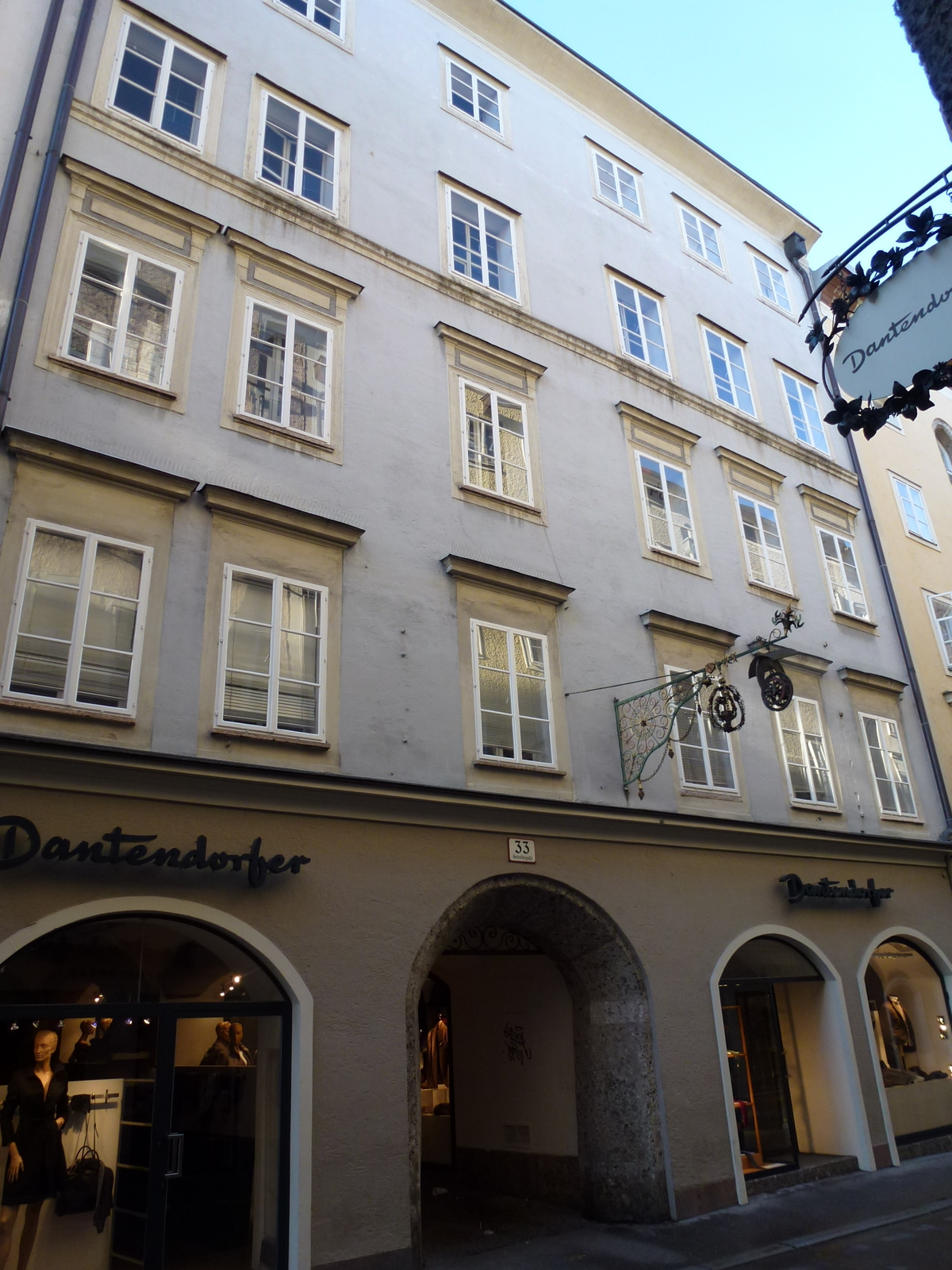
Getreidegasse 33

### Reitterhaus
(Getreidegasse 33)

Erstmals im 14. Jahrhundert erwähnt, gehörte das Haus schon vor 1434 der Familie Pranckh, Ministeriale in Salzburg und Ritter – später Grafen – mit Lehensbesitz in der Steiermark. 1620 befand sich das Haus im Eigentum der Geliebten von Fürsterzbischof Wolf Dietrich von Raitenaus, Frau Salome Alt und war dabei seit 1608 als Braugasthof geführt. Am 1. Oktober 1641 erfolgte der Verkauf an den hochfürstlichen Rat Corbinian Niedermayr. Von 1680 bis 1744 befand sich dieser Braugasthof im Eigentum der Familie Stockhamer. Das Haus besitzt ein breites Rundbogenportal über dem „Brauhaus Stockhamer“ zu lesen ist. Der dortige Wandarm zeigt die Zeichen eines Wirtshauses (Hopfenkrone mit kleinem Braubottich), aber auch die Zeichen des Huf- und Wagenschmiedes, da hier früher auch der Sitz der Wagnerzunft war.

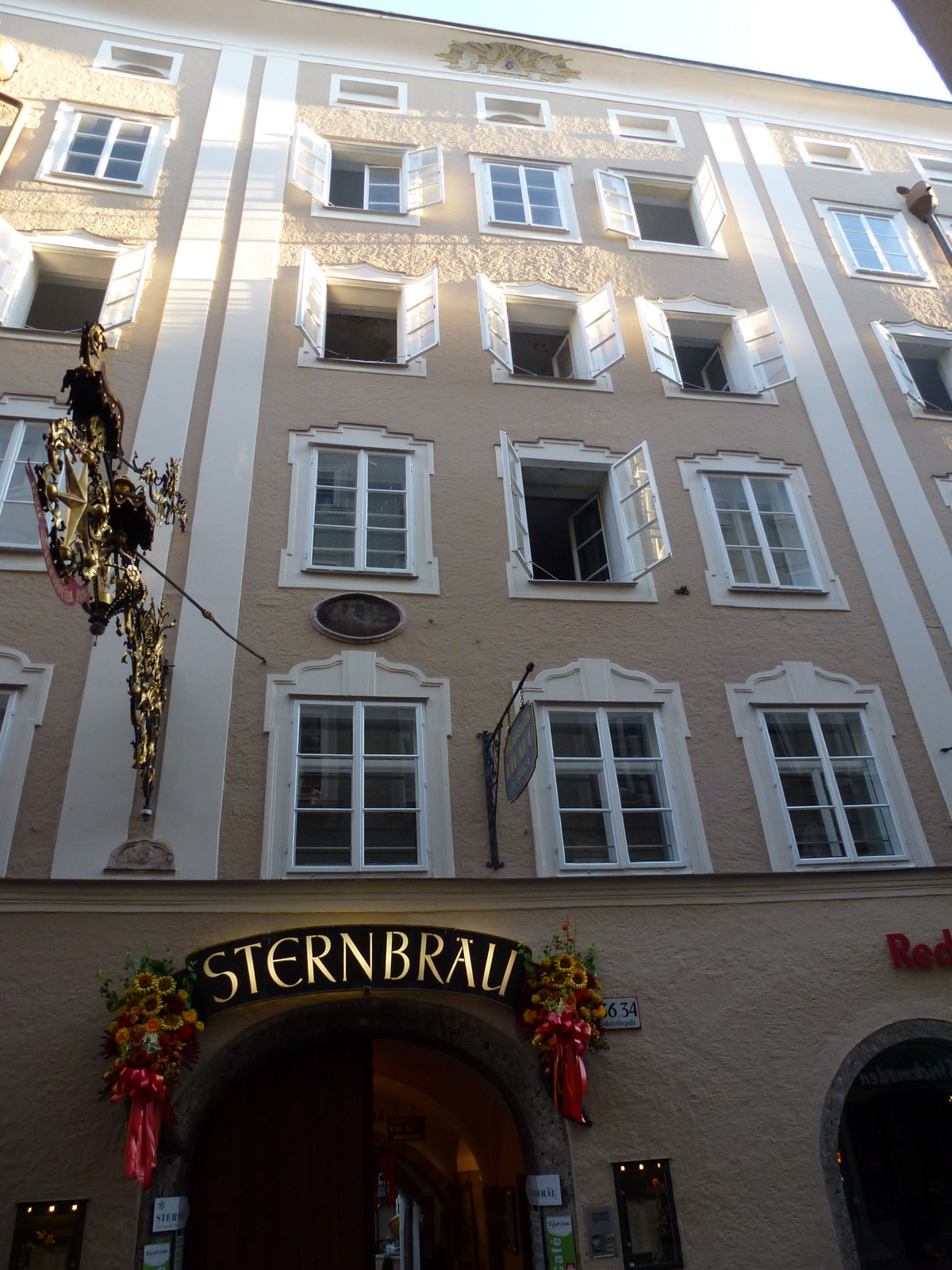
Das Sternbräu

### Sternbräu
(Getreidegasse 34–36, Sternbräuhaus mit Sternsitz)

Zwei Durchhäuser führen in diesen Gastgarten „vom Spitalvreythof her auf der tenken seitten in der tragassen“ – vom (Bürger-)Spitalfriedhof auf der linken Seite der Getreidegasse.
Das Gebäude entstand durch Zusammenlegung von zwei Häusern der Getreidegasse mit dem Sternstöckl an der alten Stadtmauer. 1408 befand sich das Haus im Besitz eines Hufschmiedes, 1542 wurde es erstmals als Braugasthaus („Pierprew“) bezeichnet; 1800 hieß es schon „Zum Goldenen Stern“. In der Kehle des wiederhergestellten Grabendaches findet sich das „Auge Gottes“. Zum Sternbräu gehören zwei Gastgärten des Großgasthofes. Der frühere zweigeschoßige Arkaden-Innenhof der Renaissancezeit ist leider nur ansatzweise erhalten.

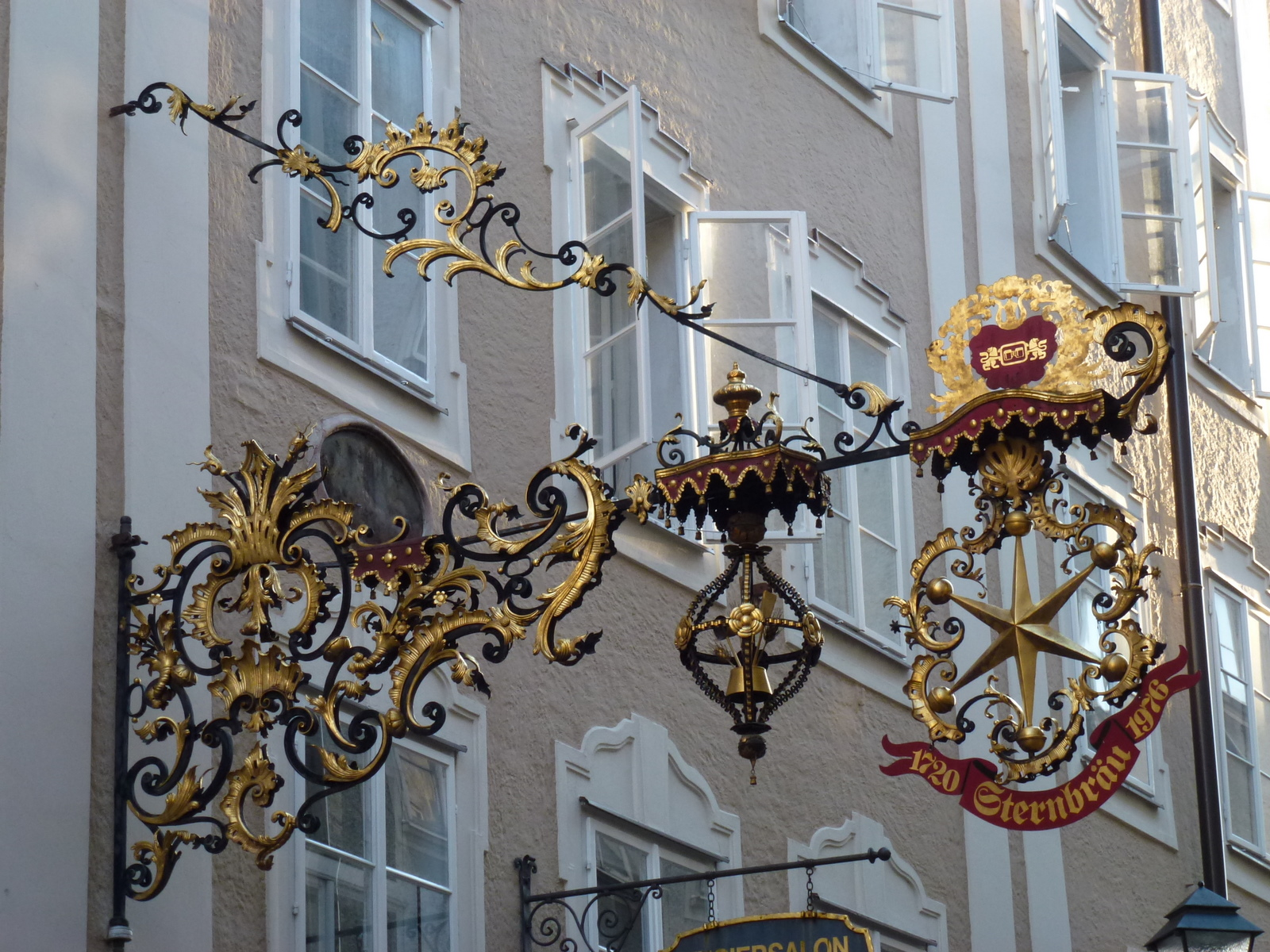
Zunftschild des „Sternbräu“

Im Raum an der alten Stadtmauer (in den Jahren vor 1480 errichtet) befindet sich grießgassenseitig das einstöckige Sternstöckel. Heute bildet hier anstelle der alten Wehrmauer ein bogenförmiger Durchgang die Grenze des Gastgartens gegen die Griesgasse. Bemerkenswert ist in der Getreidegasse der große Schmiedeeisenausleger (geschaffen 1668) mit seinen symmetrischen Rocailleformen, der ein marmornes Hauszeichen sowie verschiedene Braugeräte (Braubottich mit Ähren, Schaufel, Schöpfer und Stern) trägt. Am Haus ist zudem ein kleines barockes Haussegensbild mit den Heiligen Drei Königen mit dem Stern von Bethlehem angebracht. Allerdings hat das Sternbräu nicht nach diesem biblischen Stern seinen Namen, sondern nach der einst nahen Sternbastei, die dort von Paris Lodron in das flache Ufer der Salzach hineingebaut worden war und die nach 1860 wieder geschleift wurde.

### Armeleutebad
(Getreidegasse 50)

Das Haus wurde vom Stadtmagistrat 1329 bald nach Errichtung des Bürgerspitals erbaut und wurde von einer wohltätigen Stiftung finanziert. Hier konnten Arme dreimal jährlich ein Schwitzbad nehmen, zum Schröpfen oder Aderlassen benutzen und sich Bart und Haare schneiden lassen. Dieses Bad wurde 1639 an den Salzburger Bürger Christoph Tannenberger verkauft und war bis 1816 in Betrieb. Noch lange danach hatte es aber den Namen Spitalsbadhaus. Wenige Tage vor Kriegsende wurde dieses Haus am 25. April 1945 gemeinsam mit dem Nebenhaus ein Opfer amerikanischer Fliegerbomben. Es wurde in ähnlicher Form aber wiederaufgebaut.

### Die Alte Münze
(Badergässchen 2 und 4)
Die Häuser hinter dem Haus Getreidegasse 50 wurden innen an die mittelalterliche Stadtmauer (1465–1480) angebaut. (Die salzachseitigen Steinkonsolen für den einstigen hölzernen Stadtmauer-Wehrgang sind erhalten.) Hier befand sich einst das Untere Tränktor.

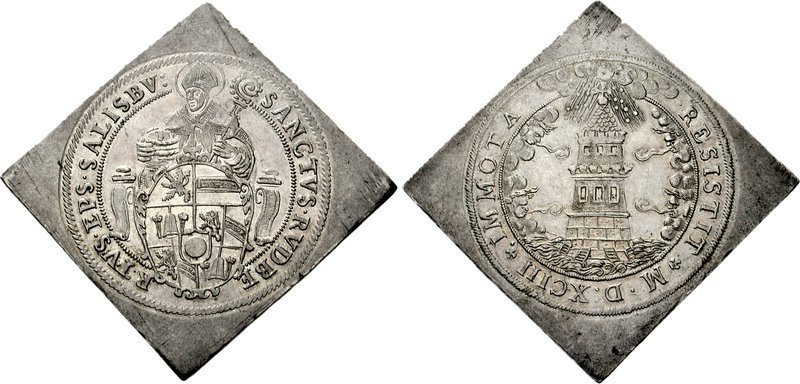
Turmtaler (Klippe) von 1593, Wolf Dietrichs von Raitenau, Erzbischof von Salzburg, Münzstätte Salzburg

Die Häuser gehörten zuerst dem Admonter Kloster. 1322 waren sie dann im Eigentum des Marchl (Marchant) Legker und 1513 im Eigentum des Salzburger Münzmeisters Hanns Thenn. Die Münzstätte übersiedelte 1605 aus der heutigen Sigmund-Haffner-Gasse zuerst in die Getreidegasse und bald hierher, wo sie bis 1662 blieb. Die Häuserreihe wurde daher gemeinsam mit einem weiteren Nachbarhaus „Die Alte Münze“ genannt. (Das Münzhaus am Gstättentor fiel den Fliegerbomben des Zweiten Weltkrieges zum Opfer.)
Der Kehlsims als oberer Abschluss der Fassade des Hauses Nr. 2 zeigt die heilige Dreifaltigkeit. Der Hauseingang badergässchenseitig ist in Anbetracht der dort öfter drohenden Hochwässer der Salzach erhöht. Beachtenswert ist auch die bemalte Steinskulptur des Heiligen Florian an der Fassade.

## Gegenwart
Typisch für die Häuser sind die vom ersten Stock an kleiner werdenden Fenster und bewundernswerte Hausportale, wie zum Beispiel bei Nr. 9, Mozarts Geburtshaus. Die Häuser in der Getreidegasse erscheinen sehr schmal, doch sie erstrecken sich nach beiden Seiten der Gasse in die Tiefe. Früher lag hinter der Häuserzeile noch ein meist als Garten genutzter Raum. Später wurden diese Flächen immer mehr verbaut, weil man Platz für Werkstätten, Lager, Ställe und Dienstbotenwohnungen brauchte. So entstanden Rückgebäude, die dann mit dem Haupthaus verbunden wurden und so zu den typischen Innenhöfen führten. In den letzten Jahren wurden die Hinterhäuser vor allem für die Vergrößerung der Verkaufsflächen der ansässigen Geschäfte genutzt.
Gerade diese miteinander verbundenen Häuser haben die städtebauliche Charakteristik Salzburgs entscheidend geprägt. Die bis zu 750 Jahre alten Bürgerhäuser wurden entkernt und zu Geschäftsräumen umfunktioniert – alleine von 1960 bis 1980 wurden angeblich ca. 700 Altbauwohnungen in gewerblich genutzte Räume umgewandelt – und dies äußert lukrativ, wie vermutet werden darf. Ein verschärftes Altstadterhaltungsgesetz versucht dieses Handeln einzudämmen.

## Ausblick
Neben den touristischen Gründen zieht vor allem auch das reichhaltige Angebot von Geschäften Menschen in die Getreidegasse. Es werden unterschiedlichste Waren, vorwiegend im oberen Preissegment, angeboten. In den letzten Jahren lässt sich aber auch eine verstärkte Aktivität von preisgünstigeren Modeketten, die vor allem eine jugendliche Käuferschicht ansprechen, bemerken.
Die wirtschaftliche Zukunft der Getreidegasse ist ungewiss. Einerseits deutet nichts darauf hin, dass die Touristenzahl der Stadt Salzburg – von denen kaum jemand die Getreidegasse nicht besuchen dürfte – sich wesentlich verringern wird. Tourismusstatistiken sprechen eher vom Gegenteil. Ob alleine der Fremdenverkehr die heute zur Einkaufsstraße gewordene historische Gasse am Leben erhalten wird, ist fraglich. Das Käuferpotential der Einheimischen wird stark von den am Stadtrand befindlichen Einkaufszentren von der Innenstadt abgezogen, worüber sich die Geschäftsleute der Innenstadt naturgemäß beschweren. Die von der Raumordnung vielfach geforderte Verhinderung des Baus neuer Kaufzentren „im Grünen“ könnte diese Entwicklung abschwächen, vielleicht auch umkehren.
Zwei Zukunftsszenarien für die Getreidegasse als Einkaufsstraße sind denkbar: entweder eine weiter voranschreitende „Verkitschung“ und einseitige Ausrichtung auf Touristen oder die umfassende Sicherung des Wirtschaftsstandortes Altstadt Salzburg mit einem ausgeglichenen Branchenmix. Ob die zweite Variante auch erfolgreich wird, hängt wohl von diesem künftigen Branchenmix und von der künftigen Anziehungskraft des hochpreisigen Marktsegments ab.